# Coppa Libertadores 1977
La Coppa Libertadores 1977 fu la diciottesima edizione del torneo. Parteciparono ventitré squadre.
Il vincitore, il Boca Juniors, si qualificò alla Coppa Intercontinentale 1977.

## Prima fase
Il Cruzeiro, campione in carica, accede direttamente alle semifinali.

### Gruppo 1
| Squadra           | Pti | G | V | N | P | GF | GS | DR |
| ----------------- | --- | - | - | - | - | -- | -- | -- |
| Boca Juniors      | 10  | 6 | 4 | 2 | 0 | 5  | 0  | 5  |
| River Plate       | 6   | 6 | 1 | 4 | 1 | 5  | 5  | 0  |
| Defensor Sporting | 5   | 6 | 1 | 3 | 2 | 5  | 7  | -2 |
| Peñarol           | 3   | 6 | 1 | 1 | 4 | 7  | 10 | -3 |

| 9 marzo 1977      |     |                   |  |              |
| Boca Juniors      | 1–0 | River Plate       |  | Buenos Aires |
| 31 marzo 1977     |     |                   |  |              |
| Peñarol           | 0–2 | Defensor Sporting |  | Montevideo   |
| 13 aprile 1977    |     |                   |  |              |
| River Plate       | 2–1 | Peñarol           |  | Buenos Aires |
| 14 aprile 1977    |     |                   |  |              |
| Defensor Sporting | 0–0 | Boca Juniors      |  | Montevideo   |
| 20 aprile 1977    |     |                   |  |              |
| Peñarol           | 0–1 | Boca Juniors      |  | Montevideo   |
| 21 aprile 1977    |     |                   |  |              |
| River Plate       | 1–1 | Defensor Sporting |  | Buenos Aires |
| 26 aprile 1977    |     |                   |  |              |
| Peñarol           | 2–2 | River Plate       |  | Montevideo   |
| 28 aprile 1977    |     |                   |  |              |
| Boca Juniors      | 2–0 | Defensor Sporting |  | Buenos Aires |
| 11 maggio 1977    |     |                   |  |              |
| Boca Juniors      | 1–0 | Peñarol           |  | Buenos Aires |
| 12 maggio 1977    |     |                   |  |              |
| Defensor Sporting | 0–0 | River Plate       |  | Montevideo   |
| 18 maggio 1977    |     |                   |  |              |
| Defensor Sporting | 2–4 | Peñarol           |  | Montevideo   |
| River Plate       | 0–0 | Boca Juniors      |  | Buenos Aires |

### Gruppo 2
| Squadra           | Pti | G | V | N | P | GF | GS | DR |
| ----------------- | --- | - | - | - | - | -- | -- | -- |
| Deportivo Cali    | 8   | 6 | 4 | 0 | 2 | 12 | 5  | 7  |
| Bolívar           | 7   | 6 | 3 | 1 | 2 | 7  | 4  | 3  |
| Oriente Petrolero | 5   | 6 | 2 | 1 | 3 | 6  | 7  | -1 |
| Atlético Nacional | 4   | 6 | 2 | 0 | 4 | 5  | 14 | -9 |

| 24 aprile 1977    |     |                   |  |            |
| Bolívar           | 1–0 | Oriente Petrolero |  | La Paz     |
| 27 aprile 1977    |     |                   |  |            |
| Atlético Nacional | 0–3 | Deportivo Cali    |  | Medellín   |
| 4 maggio 1977     |     |                   |  |            |
| Bolívar           | 3–0 | Deportivo Cali    |  | La Paz     |
| Oriente Petrolero | 4–0 | Atlético Nacional |  | Santa Cruz |
| 8 maggio 1977     |     |                   |  |            |
| Bolívar           | 3–0 | Atlético Nacional |  | La Paz     |
| Oriente Petrolero | 1–0 | Deportivo Cali    |  | Santa Cruz |
| 15 maggio 1977    |     |                   |  |            |
| Deportivo Cali    | 3–1 | Atlético Nacional |  | Cali       |
| Oriente Petrolero | 0–0 | Bolívar           |  | Santa Cruz |
| 19 maggio 1977    |     |                   |  |            |
| Deportivo Cali    | 3–0 | Bolívar           |  | Cali       |
| Atlético Nacional | 3–1 | Oriente Petrolero |  | Medellín   |
| 22 maggio 1977    |     |                   |  |            |
| Deportivo Cali    | 3–0 | Oriente Petrolero |  | Cali       |
| Atlético Nacional | 1–0 | Bolívar           |  | Medellín   |

### Gruppo 3
| Squadra          | Pti | G | V | N | P | GF | GS | DR |
| ---------------- | --- | - | - | - | - | -- | -- | -- |
| Internacional    | 9   | 6 | 4 | 1 | 1 | 9  | 4  | 5  |
| El Nacional      | 7   | 6 | 3 | 1 | 2 | 6  | 6  | 0  |
| Corinthians      | 5   | 6 | 2 | 1 | 3 | 10 | 6  | 4  |
| Deportivo Cuenca | 3   | 6 | 1 | 1 | 4 | 3  | 12 | -9 |

| 3 aprile 1977    |     |                  |  |              |
| El Nacional      | 0–0 | Deportivo Cuenca |  | Quito        |
| Corinthians      | 1–1 | Internacional    |  | San Paolo    |
| 9 aprile 1977    |     |                  |  |              |
| El Nacional      | 2–1 | Corinthians      |  | Quito        |
| 10 aprile 1977   |     |                  |  |              |
| Deportivo Cuenca | 0–2 | Internacional    |  | Cuenca       |
| 13 aprile 1977   |     |                  |  |              |
| Deportivo Cuenca | 2–1 | Corinthians      |  | Cuenca       |
| El Nacional      | 2–0 | Internacional    |  | Quito        |
| 24 aprile 1977   |     |                  |  |              |
| Deportivo Cuenca | 0–2 | El Nacional      |  | Cuenca       |
| Internacional    | 1–0 | Corinthians      |  | Porto Alegre |
| 30 aprile 1977   |     |                  |  |              |
| Corinthians      | 3–0 | El Nacional      |  | San Paolo    |
| 1º maggio 1977   |     |                  |  |              |
| Internacional    | 3–1 | Deportivo Cuenca |  | Porto Alegre |
| 4 maggio 1977    |     |                  |  |              |
| Corinthians      | 4–0 | Deportivo Cuenca |  | San Paolo    |
| 5 maggio 1977    |     |                  |  |              |
| Internacional    | 2–0 | El Nacional      |  | Porto Alegre |

### Gruppo 4
| Squadra              | Pti | G | V | N | P | GF | GS | DR |
| -------------------- | --- | - | - | - | - | -- | -- | -- |
| Libertad             | 8   | 6 | 3 | 2 | 1 | 10 | 5  | 5  |
| Universidad de Chile | 6   | 6 | 3 | 0 | 3 | 3  | 6  | -3 |
| Everton              | 5   | 6 | 2 | 1 | 3 | 7  | 8  | -1 |
| Olímpia              | 5   | 6 | 1 | 3 | 2 | 5  | 6  | -1 |

| 1º aprile 1977       |     |                      |  |              |
| Everton              | 2–0 | Universidad de Chile |  | Viña del Mar |
| Libertad             | 2–2 | Olímpia              |  | Asunción     |
| 6 aprile 1977        |     |                      |  |              |
| Universidad de Chile | 1–0 | Libertad             |  | Santiago     |
| 9 aprile 1977        |     |                      |  |              |
| Universidad de Chile | 1–0 | Olímpia              |  | Santiago     |
| 10 aprile 1977       |     |                      |  |              |
| Everton              | 1–3 | Libertad             |  | Viña del Mar |
| 14 aprile 1977       |     |                      |  |              |
| Everton              | 1–0 | Olímpia              |  | Viña del Mar |
| 20 aprile 1977       |     |                      |  |              |
| Universidad de Chile | 1–0 | Everton              |  | Santiago     |
| Olímpia              | 0–0 | Libertad             |  | Asunción     |
| 26 aprile 1977       |     |                      |  |              |
| Libertad             | 3–0 | Universidad de Chile |  | Asunción     |
| 29 aprile 1977       |     |                      |  |              |
| Olímpia              | 1–0 | Universidad de Chile |  | Asunción     |
| 3 maggio 1977        |     |                      |  |              |
| Olímpia              | 2–2 | Everton              |  | Asunción     |
| 6 maggio 1977        |     |                      |  |              |
| Libertad             | 2–1 | Everton              |  | Asunción     |

### Gruppo 5
| Squadra               | Pti | G | V | N | P | GF | GS | DR |
| --------------------- | --- | - | - | - | - | -- | -- | -- |
| Portuguesa FC         | 10  | 6 | 4 | 2 | 0 | 10 | 2  | 8  |
| Unión Huaral          | 6   | 6 | 2 | 2 | 2 | 5  | 6  | -1 |
| Estudiantes de Mérida | 6   | 6 | 3 | 0 | 3 | 6  | 8  | -2 |
| Sport Boys            | 2   | 6 | 0 | 2 | 4 | 3  | 8  | -5 |

| 6 aprile 1977         |     |                       |  |          |
| Unión Huaral          | 1–0 | Sport Boys            |  | Lima     |
| 10 aprile 1977        |     |                       |  |          |
| Estudiantes de Mérida | 0–2 | Portuguesa            |  | Mérida   |
| 3 maggio 1977         |     |                       |  |          |
| Unión Huaral          | 1–1 | Portuguesa            |  | Lima     |
| 6 maggio 1977         |     |                       |  |          |
| Sport Boys            | 1–2 | Portuguesa            |  | Lima     |
| 10 maggio 1977        |     |                       |  |          |
| Estudiantes de Mérida | 1–0 | Unión Huaral          |  | Mérida   |
| 13 maggio 1977        |     |                       |  |          |
| Portuguesa            | 2–0 | Unión Huaral          |  | Acarigua |
| 17 maggio 1977        |     |                       |  |          |
| Sport Boys            | 1–3 | Estudiantes de Mérida |  | Lima     |
| 20 maggio 1977        |     |                       |  |          |
| Unión Huaral          | 2–1 | Estudiantes de Mérida |  | Lima     |
| 24 maggio 1977        |     |                       |  |          |
| Portuguesa            | 0–0 | Sport Boys            |  | Acarigua |
| 27 maggio 1977        |     |                       |  |          |
| Estudiantes de Mérida | 1–0 | Sport Boys            |  | Mérida   |
| 2 giugno 1977         |     |                       |  |          |
| Portuguesa            | 3–0 | Estudiantes de Mérida |  | Acarigua |
| Sport Boys            | 1–1 | Unión Huaral          |  | Lima     |

## Semifinali

### Gruppo A
| Squadra        | Pti | G | V | N | P | GF | GS | DR |
| -------------- | --- | - | - | - | - | -- | -- | -- |
| Boca Juniors   | 6   | 4 | 2 | 2 | 0 | 4  | 2  | 2  |
| Deportivo Cali | 3   | 4 | 0 | 3 | 1 | 3  | 4  | -1 |
| Libertad       | 3   | 4 | 1 | 1 | 2 | 2  | 3  | -1 |

| 14 luglio 1977 |     |                |  |              |
| Boca Juniors   | 1–0 | Libertad       |  | Buenos Aires |
| 20 luglio 1977 |     |                |  |              |
| Libertad       | 0–1 | Boca Juniors   |  | Asunción     |
| 27 luglio 1977 |     |                |  |              |
| Deportivo Cali | 0–0 | Libertad       |  | Cali         |
| 3 agosto 1977  |     |                |  |              |
| Deportivo Cali | 1–1 | Boca Juniors   |  | Cali         |
| 10 agosto 1977 |     |                |  |              |
| Libertad       | 2–1 | Deportivo Cali |  | Asunción     |
| 16 agosto 1977 |     |                |  |              |
| Boca Juniors   | 1–1 | Deportivo Cali |  | Buenos Aires |

### Gruppo B
| Squadra       | Pti | G | V | N | P | GF | GS | DR |
| ------------- | --- | - | - | - | - | -- | -- | -- |
| Cruzeiro      | 7   | 4 | 3 | 1 | 0 | 7  | 1  | 6  |
| Internacional | 3   | 4 | 1 | 1 | 2 | 2  | 5  | -3 |
| Portuguesa FC | 2   | 4 | 1 | 0 | 3 | 5  | 8  | -3 |

| 3 luglio 1977  |     |               |  |                |
| Internacional  | 0–1 | Cruzeiro      |  | Porto Alegre   |
| 10 luglio 1977 |     |               |  |                |
| Portuguesa     | 3–0 | Internacional |  | Acarigua       |
| 17 luglio 1977 |     |               |  |                |
| Portuguesa     | 0–4 | Cruzeiro      |  | Acarigua       |
| 24 luglio 1977 |     |               |  |                |
| Cruzeiro       | 0–0 | Internacional |  | Belo Horizonte |
| 27 luglio 1977 |     |               |  |                |
| Internacional  | 2–1 | Portuguesa    |  | Porto Alegre   |
| 31 luglio 1977 |     |               |  |                |
| Cruzeiro       | 2–1 | Portuguesa    |  | Belo Horizonte |

## Finale
| 6 settembre 1977  |                |              |  |                |
| Boca Juniors      | 1–0            | Cruzeiro     |  | Buenos Aires   |
| 11 settembre 1977 |                |              |  |                |
| Cruzeiro          | 1–0            | Boca Juniors |  | Belo Horizonte |
| Spareggio         |                |              |  |                |
| 14 settembre 1977 |                |              |  |                |
| Boca Juniors      | 0–0 (dcr. 5-4) | Cruzeiro     |  | Montevideo     |